# Dictyna turbida
Dictyna turbida är en spindelart som beskrevs av Simon 1905. Dictyna turbida ingår i släktet Dictyna och familjen kardarspindlar. Inga underarter finns listade i Catalogue of Life.